# Чжиї
Чжиї (кит.: 智顗), мирське ім'я Чэнь Дэа́нь (кит.: 陈德安) (538—597) — будиський наставник, фактичний творець школи Тяньтай.
Учень Хуейси. У 567 році вирушив для проповіді буддизму у Цзиньлін (сучасний Нанкін). У 575 році поселився в горах Тяньтайшань. Користувався опікою володарів імперії Чень і наступної після неї імперії Суй. З 32 учнів Чжиї найбільшу відомість отримав Гуаньдін.
З численних творів Чжии головними визнані «Фа хуа сюань і» («Таємний сенс „Лотосової сутри“»), «Фа хуа вень цзюй» («Мова „Лотосової сутри“») і «Мохе чжи гуань» («Трактат про концентрацію та проникливість»), звані разом «трьома великими частинами вчення Тяньтай», оскільки у них викладено основні доктрини цієї школи.
Муміфіковане тіло патріарха Чжиї знаходиться в головному храмі монастиря Чженцзюе в горах Тяньтайшань.